# Takt (dikt)
"Takt" är en dikt av Gustaf Fröding i avdelningen "Likt och olikt" i samlingen Guitarr och dragharmonika från 1891. Författaren ger i dikten en tydlig släng åt det slags taktfullhet som snarare är lydnad och undfallenhet.